# Mårdsjön, Ångermanland
Mårdsjön är en sjö i Strömsunds kommun i Ångermanland och ingår i Ångermanälvens huvudavrinningsområde. Sjön är 16 meter djup, har en yta på 2,55 kvadratkilometer och befinner sig 253,9 meter över havet.

## Delavrinningsområde
Mårdsjön ingår i det delavrinningsområde (706705-151135) som SMHI kallar för Utloppet av Mårdsjön. Medelhöjden är 287 meter över havet och ytan är 15,82 kvadratkilometer. Räknas de 28 avrinningsområdena uppströms in blir den ackumulerade arean 243,68 kvadratkilometer. Vängelälven som avvattnar avrinningsområdet har biflödesordning 3, vilket innebär att vattnet flödar genom totalt 3 vattendrag innan det når havet efter 146 kilometer. Avrinningsområdet består mestadels av skog (76 procent). Avrinningsområdet har 2,58 kvadratkilometer vattenytor vilket ger det en sjöprocent på 16,3 procent.